# Stanisław Tylka
Stanisław Tylka (ur. 13 lipca 1957 w Dzianiszu) – polski biathlonista, medalista mistrzostw Polski, reprezentant Polski.

## Życiorys
Był zawodnikiem WKS Legii Zakopane. W barwach tego klubu zdobył w 1977 dwa srebrne medale mistrzostw Polski juniorów (w biegu indywidualnym i w sprincie), a w 1978 brązowy medal mistrzostw Polski seniorów w biathlonie w wyścigu indywidualnym.
Reprezentował Polskę na mistrzostwach świata juniorów w 1976 (19 m. w biegu indywidualnym, 36 m. w sprincie i 9 m. w sztafecie), 1977 (5 m. w biegu indywidualnym, 28 m. w sprincie i 6 m. w sztafecie) i 1978 (12 m. w biegu indywidualnym, 27 m. w sprincie i 9 m. w sztafecie).